# Paz de la Huerta
Paz de la Huerta (* 3. září 1984 New York) je americká herečka. Herectví se věnovala již od dětství a svou první filmovou roli získala ve svých třinácti letech ve filmu Objekt mé touhy. Později hrála v řadě dalších filmů, jako například Dlouhá cesta (2002), Nelítostná rasa (2005), Kytara (2008) a Hranice ovládání (2009). Jako Lucy Danzingerová též hrála ve třinácti epizodách seriálu Boardwalk Empire.